# HD 33283 b
HD 33283 b是一個環繞恆星HD 33283的系外行星，位於天兔座。該行星的質量大約是木星的三分之一或大約與土星相等。HD 33283 b相當接近母恆星，公轉周期只有18日，平均軌道速度86.5 km/s。除此之外，它的高軌道離心率使它與母恆星距離在0.075到0.215天文單位之間變化。

## 外部連結
- . Exoplanets.   [2012-07-12]. （原始内容存档于2009-11-25）.